# Listă de filme britanice din 1997
Aceasta este o listă de filme britanice din 1997:

## Lista
| 1997                             |                      |                                                    |                    |                                                          |
| Bean                             | Mel Smith            | Rowan Atkinson, Peter MacNicol, Pamela Reed        | Comedy             |                                                          |
| Bent                             | Sean Mathias         | Lothaire Bluteau, Clive Owen                       | Drama              |                                                          |
| The Borrowers                    | Peter Hewitt         | John Goodman, Jim Broadbent, Celia Imrie           | Fantasy            |                                                          |
| Bring Me the Head of Mavis Davis | John Henderson       | Rik Mayall, Jane Horrocks                          | Comedy             |                                                          |
| Career Girls                     | Mike Leigh           | Katrin Cartlidge, Lynda Steadman                   | Drama              |                                                          |
| Darklands                        | Julian Richards      | Craig Fairbrass, Jon Finch                         | Horror             |                                                          |
| The Designated Mourner           | David Hare           | Mike Nichols, Miranda Richardson                   | Drama              |                                                          |
| Driftwood                        | Ronan O'Leary        | James Spader, Anne Brochet                         | Thriller           | Co-production with the Republic of Ireland               |
| Event Horizon                    | Paul W. S. Anderson  | Laurence Fishburne, Sam Neill                      | Sci Fi/Horror      |                                                          |
| Face                             | Antonia Bird         | Robert Carlyle, Ray Winstone                       | Crime drama        |                                                          |
| FairyTale: A True Story          | Charles Sturridge    | Florence Hoath, Elizabeth Earl, Phoebe Nicholls    | Historical fantasy | based on the legend of the Cottingley Fairies            |
| Fever Pitch                      | David Evans          | Colin Firth, Ruth Gemmell                          | Sports/Comedy      |                                                          |
| Fierce Creatures                 | Fred Schepisi        | John Cleese, Jamie Lee Curtis, Kevin Kline         | Comedy             |                                                          |
| Food of Love                     | Stephen Poliakoff    | Richard E. Grant, Nathalie Baye                    | Comedy             |                                                          |
| The Full Monty                   | Peter Cattaneo       | Robert Carlyle, Mark Addy                          | Comedy             |                                                          |
| A Further Gesture                | Robert Dornhelm      | Stephen Rea, Alfred Molina                         | Thriller           |                                                          |
| The Gambler                      | Károly Makk          | Michael Gambon, Jodhi May                          | Biopic             |                                                          |
| The Girl with Brains in Her Feet | Roberto Bangura      | Amanda Mealing, Joanna Ward                        | Sport              |                                                          |
| The Hanging Garden               | Thom Fitzgerald      | Chris Leavins, Kerry Fox                           | Drama              | Co-production with Canada                                |
| The House of Angelo              | Jim Goddard          | Edward Woodward, Peter Woodward                    | Historical         |                                                          |
| Lawn Dogs                        | John Duigan          | Mischa Barton, Sam Rockwell                        | Drama              |                                                          |
| Loop                             | Allan Niblo          | Andy Serkis, Susannah York, Tony Selby             | Romance/Comedy     |                                                          |
| Love and Death on Long Island    | Richard Kwietniowski | John Hurt, Jason Priestley                         | Drama              | Screened at the 1997 Cannes Film Festival                |
| The Matchmaker                   | Mark Joffe           | Janeane Garofalo, David O'Hara                     | Romance/Comedy     |                                                          |
| Metroland                        | Philip Saville       | Christian Bale, Emily Watson                       | Comedy             |                                                          |
| Mrs. Brown                       | John Madden          | Judi Dench, Billy Connolly                         | Biopic             | Screened at the 1997 Cannes Film Festival                |
| Mrs Dalloway                     | Marleen Gorris       | Vanessa Redgrave, Natascha McElhone                | Drama              |                                                          |
| My Son the Fanatic               | Udayan Prasad        | Om Puri, Rachel Griffiths, Akbar Kurtha            | Drama              |                                                          |
| Nil by Mouth                     | Gary Oldman          | Ray Winstone, Kathy Burke                          | Drama              | Entered into the 1997 Cannes Film Festival               |
| Photographing Fairies            | Nick Willing         | Toby Stephens, Rachel Shelley, Edward Hardwicke    | Fantasy            |                                                          |
| Preaching to the Perverted       | Stuart Urban         | Guinevere Turner, Tom Bell, Christien Anholt       | Comedy             |                                                          |
| Regeneration                     | Gillies MacKinnon    | Jonathan Pryce, Jonny Lee Miller                   | World War I        |                                                          |
| The Serpent's Kiss               | Philippe Rousselot   | Ewan McGregor, Greta Scacchi                       | Drama              |                                                          |
| Shooting Fish                    | Stefan Schwartz      | Dan Futterman, Stuart Townsend, Kate Beckinsale    | Comedy             |                                                          |
| Sixth Happiness                  | Waris Hussein        | Firdaus Kanga, Souad Faress                        | Drama              |                                                          |
| So This Is Romance?              | Kevin W. Smith       | Reece Dinsdale, Victoria Smurfit                   | Comedy/Romance     |                                                          |
| Spiceworld: The Movie            | Bob Spiers           | Spice Girls, Richard E Grant, Roger Moore          | Comedy             |                                                          |
| Tomorrow Never Dies              | Roger Spottiswoode   | Pierce Brosnan, Jonathan Pryce, Michelle Yeoh      | Spy/Action         |                                                          |
| Twin Town                        | Kevin Allen          | Llŷr Ifans, Rhys Ifans, Dorien Thomas              | Black comedy       | Entered into the 47th Berlin International Film Festival |
| Welcome to Sarajevo              | Michael Winterbottom | Stephen Dillane, Woody Harrelson, Goran Višnjić    | Drama              | Entered into the 1997 Cannes Film Festival               |
| Wilde                            | Brian Gilbert        | Stephen Fry, Jude Law                              | Biopic             |                                                          |
| The Wings of the Dove            | Iain Softley         | Helena Bonham Carter, Alison Elliott, Linus Roache | Literary Drama     |                                                          |
| The Woodlanders                  | Phil Agland          | Emily Woof, Rufus Sewell                           | Drama              |                                                          |